# گوینوک (چوپان‌لار)
گوینوک (به ترکی استانبولی: Göynük) یک منطقهٔ مسکونی در ترکیه است که در چوپانلار واقع شده‌است.